# اللجنة (رواية)
اللجنة هي رواية للكاتب المصري صنع الله إبراهيم نُشرت في طبعتها العربية الأولى عام 1981 عن دار الكلمة في بيروت، وتدور أحداثها حول كيان غامض ومُتحكم يتألف من مجموعة من الأشخاص النافذين يطلق عليه المؤلف اسم «اللجنة».
يسعى بطل الرواية إلى استرضاء اللجنة بشتى الطرق، حين يأتي دوره لمقابلة أعضائها، ويتهيأ لهذا اليوم الموعود. يدور النقاش بين بطل الرواية واللجنة وتتضح قوة وجبروت هذه اللجنة. يتحمل البطل كثيراً من التعنت والمهانة من اللجنة أثناء المناقشة، ولكنه يظل يسترضي أعضاء اللجنة التي تطلب منه البحث والكتابة عن شخصية عربية بارزة. يبدأ المهمة وأثناء بحثه يصل إلى «الدكتور» وهو شخص غامض، وهو أيضاً يقف وراء عديد من الأحداث الإقليمية والدولية.
يتوصل بطل الرواية إلى اكتشافات مثيرة وحلول الغاز كانت عصية على الحل، كما قادته رحلة البحث هذه إلى ارتكاب جريمة قتل.
جاء الهام هذه الرواية عند مثول صنع الله إبراهيم أمام لجنة مكونة من اثني عشر عضواً للقبول في المعهد السينمائي في روسيا. إذ فشل في إجراء المقابلة حينما طًلب منه أن يمثل، فعاد حزينا كئيبا وابتدأ بكتابة ملخص الرواية في صفحتين، واتضح له أنه متأثر بكافكا في رواية المحاكمة، واعتبر أن الاشتراك في التيمة من قبيل توارد الأفكار. إلا أن هذه الفكرة تحولت لمعالجة ظاهرة اللجنة الإمبريالية التي تحكم العالم.

## رواية اللجنة مصورة

اللجنة (كتاب كوميكس) توماس آزويلوس

قام فنان القصص المصورة الفرنسي، والصحفي بجريدة «لوموند» توماس آزويلوس بزيارة لمصر وعثر عن طريق الصدفة على نسخة مترجمة إلى الفرنسية من رواية «اللجنة»، وأثارت اهتمامه وبدأ في رسم رواية مصورة مستوحاة من رواية صنع الله. قام آزويلوس بالبحث في رواية صنع الله إبراهيم عن الوجوه التي تمثل طبقات المجتمع المصري، على مدى ثلاثين عاماً، منذ وصول الرئيس الراحل حسني مبارك للحكم وحتى قيام ثورة يناير عام 2011.
احتفظ توماس آزويلوس ببعض الخيوط الرئيسة في رواية صنع الله إبراهيم متخذاً منها محركاً للأحداث والوقائع المتفرقة التي تجمعها تواريخ ذات دلالة هامة، كحادث اغتيال السادات، ثم تولي حسني مبارك الحكم، ثم إضرابات عمال النسيج عام 2010، إلى أن يصل إلى ثورة يناير 2011. تحمل الرواية المصورة سخرية لاذعة، كما تحتفظ بالإطار الخيالي نفسه الذي تتسم به رواية صنع الله إبراهيم، لكنها تحدث تطورا في تتبع الأحداث. 
بطل الرواية المصورة هو الشاب «سعيد» يظهر في البداية كصاحب محل حلويات، ويُطلب منه أن يصنع بعض الحلوى للرئيس الجديد، الذي سمع بمهارته ويرغب في تذوق «البسبوسة» التي يشتهر بها المحل. ويطلب سعيد مقابلة اللجنة، ويقابل طلبه بغضب شديد، وتبدأ ملاحقته، لكنه يختفي سريعاً في غموض.
تتكرر نفس الحادثة حين يظهر سعيد مرة أخرى في شخصيات جديدة (صانع نسيج -  محاسب في شركة قطاع الأعمال - عضو في إدارة مؤسسة حكومية). يتفنن الرسام الفرنسي في تقديم بعض التفاصيل الدالة في رواية صنع الله إبراهيم في هيئة مشاهد مرسومة ومتتابعة ليبقي على روح الرواية الأصلية في صور مرسومة بالأبيض والأسود.
علق موقع «إندبندنت عربية» على هذه القصة المصورة فقالت: «تعكس هذه الترجمة لعمل من أعمال القصص المصورة (كوميكس) رغبة مُلحة لتقديم هذا الفن إلى الجمهور المصري والعربي، وهي رغبة تصطدم بالعديد من العراقيل، لا يمثل نقص الكفاءات والخبرات إحداها في أغلب الأحوال، فهناك عديد من المحاولات والتجارب التي ظهرت إلى حيز الوجود في سوق النشر العربي فيما يخص القصص المصورة، واستقبلت هذه المحاولات عند ظهورها بترحيب لافتا. العقبة الرئيسة هنا أمام انتشار هذا النوع الأدبي عربياً ربما تتمثل في تكلفة هذا المحتوى مقارنة بغيره من الأنواع الأدبية الأخرى، ما يقف حائلاً دون انتشاره شعبياً، وهو الأمر الذي يحول دون اختراقه لسوق النشر، ووصوله بالتالي إلى أيدي الشريحة الأكبر من القُراء العرب الذين لم يعتادوا التعاطي مع مثل هذه الأنواع الأدبية المعتمدة على الصورة».

## نقد وتعليقات
يري محمود أمين العالم في دراسته "ثلاثية الرفض والهزيمة"، أن "اللجنة أقرب ما تكون إلى السلطة الأجنبية التي لها تواجدها بل سلطانها في مصر، وهي أقرب ما تكون إلى قوة شبه سرية مباحثية مخابراتية أجنبية، بل تكاد تكون أمريكية على وجه التحديد، وتبقى دراسة العالم حول الرواية من بدايتها حتى نهايتها مكرِّسة هذا الرأي.
كتب جميل حمداوي على موقع «ملاحق المدى» في 11 أغسطس 2015: «اللجنة هنا بمثابة جهاز مخابرات سرية تقوم باستنطاق المواطنين الغيورين على بلدهم، وتطرح عليهم مجموعة من الأسئلة والأبحاث لمعرفة هويتهم وحقائقهم الذهنية والوجدانية. وبالتالي، فاللجنة نظام للمحاسبة والمكاشفة السياسية ورمز للتعذيب الإنساني واستمرار للسجن ومصادرة حقوق الإنسان... نجد صورة واقعية رسمت بتشكيل كاريكاتوري ساخر تبين أعضاء اللجنة وهم يستنطقون إنسانا عاريا ومهانا في كرامته وفي حقوقه الفطرية الطبيعية بطريقة عسكرية قائمة على القمع وفرض السلطة بالقوة والعنف والتهديد الإجباري... تدين هذه الرواية ذات الطبيعة السياسية الحقوقية الساخرة أجهزة القمع التي تصادر حقوق الإنسان وتمرغ كرامة المثقفين المناضلين والفاعلين العضويين بمفهوم أنطونيو غرامشي في وحل الإهانة والعبث بشرفهم وآدميتهم الطبيعية... تعتمد رواية اللجنة على بطل إشكالي بمفهوم لوسيان غولدمان يعاني من التمزق بين الذات والموضوع. وبالتالي، لم يستطع التكيف مع الواقع، وينتهي به الأمر إلى الفشل والتآكل عندما يختار القوة والعنف والرغبة في المغامرة سعيا وراء إحقاق الحق وإبطال الباطل».
كتبت الناقدة المصرية سيزا قاسم أن الرواية تطرح مشكلة مهمة هي حق الإنسان في المعرفة أو مشكلة المعرفة في المجتمع العربي المعاصر... فلا شك أن تزييف المعرفة وحجبها، وفرض منظور الأيديولوجية السائدة على المجتمع من خلال ما يمكن أن تسميه القمع المعرفي، من المشكلات الجوهرية التي يعاني منها المجتمع ومن ثم فقد أخذ الأدب علي عاتقه أن يفضح هذا الزيف وأن يكشف النقاب عن الحقيقة"، وواصلت الناقدة سيزا قائلة: "طبيعة وشكل المفارقة عند صنع الله إبراهيم، الذي يصنع بداية مسافة بينه وبين المادة القصصية التي يقدمها، وتتولد المفارقة من المادة نفسها وطريقة تقديمها، وهو ما يعرف بالمفارقة اللاشخصية. وهو أسلوب لا تخلو منه جميع أعمال صنع الله إبراهيم، وإن كانت الكاتبة توقفت عند بعضها، مثل «اللجنة».
كتب عادل الجوجري على موقع «مصرس» في 5 يناير 2010: «يلاحظ أن شخصيات الرواية فارغة من حيث الدلالة وسديمية بلا معنى ومعدومة الجوهر، إنها لا تحمل اسماً أو علما على غرار روايات كافكا والرواية الجديدة التي حولت الشخصيات الروائية إلى حشرات وأشياء وأرقام بلا هدف ولامقصديه. ولاتحمل هذه الشخصيات سوى بعض الألقاب القائمة علي التعظيم (الدكتور) أو التقبيح والتشويه (القصير)، وهذا يعني أن الإنسان لم يعد له قيمة تذكر في عالم الاستبداد والقمع والتشييء الليبرالي. وبالتالي، فالرواية هي تصوير للمحاضرة المعرفية والشخصيات المثقفة المناضلة بطريقة ساخرة من الواقع العربي المتردي على جميع المستويات والأصعدة».
كتبت بديعة الطاهري على موقع وزارة الشباب والثقافة والتواصل المغربية: «تحدد منذ البداية علاقة غير متكافئة بين السارد (الشخصية) واللجنة... تبدو الشخصيات في اللجنة هجينة تفتقد إلى الركائز الأساسية التي تجعلها تنتمي إلى هذا الصنف أو ذلك... تأتي الرواية لتفضح الهيمنة الخارجية على مصر خاصة، وعلى العالم العربي الذي يتبرك في أعتاب الهيمنة الأمريكية عامة. وهي هيمنة تتحدد في جميع المستويات فكرية وثقافية وسياسية يترجمها الوجود النصي للجنة المكونة من شخصيات عسكرية وأجنبية لا تتواصل باللغة العربية، فضلا عن معرفتها بأدق تفاصيل الشخصيات الماثلة أمامها، (السارد نموذجا لذلك). تتجلى هذه الهيمنة على المستوى النصي في أحداث أخرى يحينها السارد، إذ يخبرنا مثلا كيف لازمه الضابط في بيته يراقبه في أدق التفاصيل حتى خلال اللحظات الحميمية، حاملا معه سلاحه. فضلا عن أن ذلك لم يكن اختياريا بالنسبة له. تتحدد معالم هذه الهيمنة على المستوى الثقافي أيضا انطلاقا من هذا التوجيه الذي تفرضه اللجنة على مستوى اقتراح المواضيع، ثم من إلمامها بمعطيات تخص السارد ومعرفته التي هي جزء من معرفة المجتمع... استطاع هذا النص عبر لغة رصينة، لكنها هادفة، أن يترجم عنف الواقع بطريقة ساخرة تبتعد عن التقريرية المباشرة».
كتب فايز عثامنة على موقع المنظومة تحت عنوان «السيرة الذاتية صانعة للرواية»: «إنها تنبني على شبكة معقدة من العلاقات الشخصية، تحدث عنها الكاتب في تفسيره الظواهر السياسية والاجتماعية المعقدة، وربما كانت الرواية تفسيراً لعلاقات كثيرة بين مختلف الظواهر؛ ويحسن تحليل تفسير مختلف العلاقات التي تربط بين عناصر الرواية فيما بينها، والعلاقات التي تربط بين الرواية كاملة، ومجالات أخرى ليست غريبة عنها. اختير المنهج النفسي؛ لتحليل شخصية السارد، عن طريق الشعور واللاشعور؛ لتبيان الجوانب الظاهرة والخفية معًا وما نتج عنهما، وما انتاب الذات من قلق وكبت وقهر ودونية. ومن الجدير بالذكر أن عموم هذه النواتج الشخصية الذاتية، هدف إليها الباحث لربطها ببنية النص الروائي المنتج بمقاربة سردية، وحصل بتداخل تلك العناصر ببعضها، بناء هيكل الرواية بصورة منتظمة، وهو ما جعلها مغايرة في طرحها عن الروايات الأخر».
جاء على موقع وكالة وطن 24 في 20 أبريل 2017: «اللجنة» رواية قصيرة، فهو لن يحدثك عن الشخصيات كثيرا ولن يحكى لك شئ عنها، لكنك ستسير معه في محور واحد من خلال البطل حتى تجد عالما بالغ الثراء... هي هجاء ساخر لسياسة الانفتاح في عهد السادات، وفيها يخلق صنع الله إبراهيم عالما خاصاً بالرواية... يتوصل بطل الرواية فيها إلى حقائق مدهشة غائبة عن المواطن العادي... تمتلئ بأمور تتجاوز الرواية وبطلها ومصيره إلى النظام العالمي وتآكل الهوية وسيطرة الشركات العالمية والنخب الحاكمة على مصير شعوب العالم الثالث".
كتب أحمد فرح على موقع المجلة الشهرية «الكلمة»: «احتفاظ العنوان بمؤشر ذي طبيعة تيمية، تتوفر على قابلية الإيحاء بوجود تيمة محددة في النص، يمكن اختبارها والتأكد من درجة قدرتها الإحالية في مضمار القراءة وحسب نوعية التأويل؛ فكأن الكاتب يريد من البداية أن يرسم للقارئ دليل السير الممكن للتحرك في مسار كتابته من منطلق أفقي قبل الولوج إليها عموديا... يتميّز الخطاب السردي في رواية «اللجنة» بخصوصيته التي تتمثّل في تعدّد صيغه الخطابية ومن ثم تعدّد خطاباته... تتجلّى في صيغ ثلاث رئيسية هي: صيغ الخطاب المسرود، والخطاب المعروض، والخطاب المنقول... وظف الكاتب في روايته أنماطا أسلوبية جديدة تستند إلى استعمال قصاصات من أنباء الصحف والمقالات والإعلانات الإشهارية لإضفاء الواقعية والموضوعية على الرواية، إلى جانب استعمال أسلوب الريبورتاج التسجيلي الصحفي، واستخدام الصور الكاريكاتورية الساخرة القائمة على السخرية والمفارقة، وتنويع الأساليب والأصوات الإيديولوجية... يمكن أن نصف رواية «اللجنة» بأنها رواية كشف ذاتي وبوح سري؛ لهذا كان بدهيا أن تقدم الأحداث فيها من خلال منظور الرؤية المصاحبة، حيث معرفة الكاتب مساوية للشخصية الرئيسة في الرواية. ومن ثم، فالتبئير داخلي في هذا العمل السردي. ومنه تنطلق الرؤى المغايرة الأخرى لتشكل ظلال جزئية تضرب على الإيقاع الرؤيوي المصاحب».
كتب الموقع الأردني «حبر» في 10 مارس 2010: «لا سبيل لنا لمعرفة من هي اللجنة على وجه التحديد، وعلى الرغم من الرمزية العالية في محتوى هذه القصة، يمكننا القول بأن اللجنة مثلت بلا شك سلطة حاكمة من الطراز الثقيل. فلربما هي هيئة مخابرات محلية كما حلل بعض النقاد، ولكنها أيضا تشبه الوزارات الحكومية، ولم يستبعد بعضنا أن تكون منظمة عالمية تحكم وتتحكم عن بعد وبشيء مضلل من السرية. اللجنة على رأي بعضنا أيقونة يومية؛ أصبح المواطن العربي يألفها في كل حديث يهدف لثنيه عن رأيه، تفكيره، منطقية حواره، لتأكيد ضعف موقفه بأن اللجنة» تمنع، لا تعتقد، لا توافق، تريد، لا تريد«. تبرز تهميش المواطنين حتى أكثرهم كفاءة».

## رفض جائزة الرواية العربية
خلال "ملتقى القاهرة للإبداع الروائي" في أكتوبر 2003، وفي ختام دورة الملتقى الثانية بالقاهرة، رفض صنع الله إبراهيم جائزة الرواية العربية التي منحها له الملتقى والتي أعلن عن فوزه بها الأديب السوداني الطيب صالح رئيس لجنة تحكيم الجائزة. قال صنع الله إبراهيم من على خشبة المسرح، وعقب إعلان فوزه بالجائزة، كلمة موجزة أدان فيها الجائزة وأعلن رفضه لها، وقال: "في الوقت اللي ما فيش فيه أمة لا حاضر لها ولا مستقبل، وفي الوقت اللي فيه إسرائيل بتجهز على ما تبقى من الأراضي الفلسطينية وسفيرها آمن في مصر، وفي الوقت اللي موجود فيه السفير الأميركي في القاهرة ويحتل حيا بالكامل وينتشر جنوده في كل شبر من الوطن، وفي الوقت اللي بتتفرج فيه الحكومات العربية على المجازر التي تحدث في العراق وفلسطين ولا تصنع حيالها شيئا، ارفض قبول هذه الجائزة لأنها صادرة عن حكومة غير قادرة على منحها. تحدث فاروق حسني وزير الثقافة المصري لتهدئة الجو، برغم إشادته بلجنة الجائزة وحيادها والمجهود الذي بذلوه في اختيار الفائز بها، واعتبر حسني رفض صنع الله إبراهيم الجائزة شهادة للحكومة المصرية ومناخ الحرية الذي تعيشه مصر.
نشر الناقد والشاعر شعبان يوسف في أكتوبر 2019 على صفحته الشخصية على موقع التواصل الاجتماعي «فيس بوك» منشورا تحت عنوان «اعتراف» قال فيه: «عندما رفض صنع الله إبراهيم جائزة ملتقى الرواية، وقلب الدنيا بعد أن واجه سلطة مبارك الطاغية، وقرأ بيان جاد وحاد وصارم ومكتوب بعناية فائقة أمام وزير الثقافة شخصياً ولجنته، واختصم السلطة كلها، وانقسم الناس بين رافضين بشدة له ولموقفه ولبيانه جملة وتفصيلا وتزلفا، بل هاجموه بضراوة، وبين مؤيدين له مدحوه بشكل مفرط، واعتبروا موقفه شجاعة مفرطة لم تحدث من قبل».
كتب موقع الناقد العراقي في 23 أبريل 2017: «ورغم حالة الجدل التي تركتها قنبلة صنع الله إلا أنه كان مقتنعًا بما فعل، وهو ما ترجمه أحد أئمة المساجد في خطبة الجمعة، بالإشادة بما فعل، بل أكّد على أن ما فعله» كان يجب أن يقوم به الشيوخ قبل غيرهم«، وهو ما جعله يشعر بالفخر. كانت قنبلة صُنع الله التي ألقاها، ذات دويّ كبير في الأوساط الثقافيّة آنذاك بل جعلت القائمين على الملتقى فيما بعد يتخذون قرارًا بإلزام الفائز بإقرار كتابي بتسلّم الجائزة حتى لا تتكرّر واقعة صُنع الله التي أحرجت الدولة. موقف صنع الله لم يرق لبعض المثقفين الذين تساءلوا عن سبب طباعته رواية» شرف«في دار الهلال وهي إحدى مؤسسات الدولة التي اعترض على جائزتها، بل تساءل آخرون لماذا قَبِلَ جائزة سلطان العويس؟ وغيرها من الأسئلة التي لم يكن يُبالي بالرّد عليها، فهو مقتنعٌ بما فعل».